# Deling van Chemnitz
Bij de Deling van Chemnitz (Duits: Chemnitzer Teilung) in 1382 werden de gebieden die geregeerd werden door het Huis Wettin in drie delen verdeeld.
Het delingsverdrag werd op 13 november 1382 in Chemnitz gesloten tussen Balthasar en Willem de Eenogige van Meißen. De drie minderjarige zonen van de in 1381 gestorven Frederik III de Strenge werden niet bij de onderhandelingen betrokken, hoewel ze wel een eigen deel kregen. 
Tot 1381 hadden de broers Frederik III de Strenge, Balthasar en Willem I de Eenogige gezamenlijk geregeerd, ook omdat Keizer Karel IV zich tegen een eventuele deling had uitgesproken. Na de dood van de keizer in 1378 viel de politieke druk om de eenheid binnen het Huis Wettin te bewaren weg. Toen in 1381 ook Frederik III stierf, besloten Balthasar en Willem hun gebieden op te delen. Baltasar kreeg het Landgraafschap Thüringen en enkele andere gebieden Westelijke bezittingen, zoals het noordelijke deel van het Graafschap Weimar-Orlamünde. Willem de Eenogige kreeg het grootste deel van het gebied, waaronder het Markgraafschap Meißen en het Markgraafschap Landsberg. Het overgebleven gebied, met onder andere de steden Leipzig en Coburg, lag tussen Thüringen en Meißen in en werd overgedragen aan de zoons van Frederik III de Strenge: Frederik IV, Willem II en George. 
Willem de Eenogige stierf in 1407 zonder kinderen, waarna Frederik IV en Willem II (George was immidels gestorven) zijn gebieden erfden. Toen ook de enige zoon van Balthasar, Frederik de Eenvoudige, in 1440 kinderloos overleed werden alle gebieden van het Huis Wettin onder de naam "Saksen" weer verenigd.